# Metaalkunde
Metaalkunde is het deel van de werktuigbouwkunde en materiaalkunde dat zich richt op de studie van metalen en hun toepassingen. 

## Inleiding
De metaalkunde omvat: 
- metallurgie
- metallografie (structuurbeschrijving)
- lastechniek
- gieterijkunde
- metaalbewerking
- corrosieleer
- vermoeiing (fatigue).

De metaalkunde wordt onderverdeeld in de studie van ijzermetalen en non-ferro legeringen. Tegenwoordig leunt de metaalkunde vaak aan bij de studie van andere materialen zoals kunststoffen. 
Toepassingsgebieden van de metaalkunde zijn onder andere: algemene constructies, automobiel- en scheepsbouw, vliegtuigbouw, elektrotechniek en civiele bouwkunde.

## Metaalkunde in Nederland en België
De positie van de zware metaalindustrie in Nederland, zoals Corus (de voormalige Hoogovens), Stork, Fokker is internationaal verzwakt door de toegenomen concurrentie. Het aantal studenten aan de verschillende metaalkundige opleidingen van mts, hts en tu in Nederland neemt navenant af. Dit in tegenstelling tot opkomende landen als het voormalig Oostblok en China. Doordat met het verdwijnen van de Nederlandse opleidingen steeds minder metaalkundigen beschikbaar zijn, komen vooral de grootschalige (petro)chemische industrie, de plaatwerk-industrie en de grote staal- en aluminiumproducenten in de problemen. In de jaren 1970 importeerden staalbedrijven wereldwijd nieuwe technologie vanuit Japan, onder andere continu-gieten, vacuüm-gieten, continu verzinken; inmiddels is er door (verstoorde) marktwerking (met name dumping vanuit China) sprake van overproductie. In België zijn de verouderde hoogovens en walserijen van het Waalse Cockerill gesaneerd.

## Metaalkunde in Duitsland
Het Duitse Ruhrgebied, dat vooral de zware metaalindustrie omvatte en daarom belangrijk doelwit was tijdens de Tweede Wereldoorlog voor bommenwerpers, wordt sinds de laatste eeuwwisseling steeds meer omgevormd tot een groot regionaal museum. Het gaat dan om namen als ThyssenKrupp, Mannesmann, Klockner e.d. en bekende plaatsnamen als Essen, Dortmund, Bochum, Dusseldorf, Keulen enz. Dus ook in de ons omringende landen verdwijnt de zware metaalindustrie langzaam maar zeker naar bijvoorbeeld Polen, India en/of China.